# Кларс Самит (Пенсилванија)
Кларс Самит (енгл. Clarks Summit) град је у америчкој савезној држави Пенсилванија.

## Демографија
По попису из 2010. године број становника је 5.116, што је 10 (-0,2%) становника мање него 2000. године.
| Група             | 2000.         | 2010.         |
| Белци             | 4.982 (97,2%) | 4.908 (95,9%) |
| Афроамериканци    | 20 (0,4%)     | 35 (0,7%)     |
| Азијати           | 58 (1,1%)     | 59 (1,2%)     |
| Хиспаноамериканци | 48 (0,9%)     | 73 (1,4%)     |
| Укупно            | 5.126         | 5.116         |